# Фултон (округ, Джорджія)
Шаблон:StateAbbr_ 33°47′ пн. ш. 84°28′ зх. д. / 33.79° пн. ш. 84.47° зх. д.
Округ  Фултон (англ. Fulton County) — округ (графство) у штаті  Джорджія, США. Ідентифікатор округу 13121.

## Історія
Округ утворений 1853 року.

## Демографія
За даними перепису 
2000 року 
загальне населення округу становило 816006 осіб, зокрема міського населення було 798520, а сільського — 17486.
Серед мешканців округу чоловіків було 401726, а жінок — 414280. В окрузі було 321242 домогосподарства, 185721 родин, які мешкали в 348632 будинках.
Середній розмір родини становив 3,15.
Віковий розподіл населення поданий у таблиці:
| Стать    | До 15 років | 15-21 | 22-29 | 30-39 | 40-49 | 50-65 | 65-85 | Понад 85 |
| -------- | ----------- | ----- | ----- | ----- | ----- | ----- | ----- | -------- |
| Чоловіки | 85902       | 40848 | 60611 | 74594 | 60849 | 53091 | 23449 | 2382     |
| Жінки    | 83164       | 38856 | 57999 | 70336 | 63309 | 57457 | 35959 | 7200     |

## Суміжні округи
- Форсайт – північний схід
- Гвіннетт – схід
- Декальб – схід
- Клейтон – південь
- Файєтт – південь
- Ковета – південний захід
- Керролл – захід
- Дуглас – захід
- Кобб – захід
- Черокі – північний захід

## Виноски
1. ↑  U.S. Decennial Census. United States Census Bureau. Архів оригіналу за 26 квітня 2015. Процитовано 22 червня 2014.
2. ↑  Historical Census Browser. University of Virginia Library. Архів оригіналу за 11 серпня 2012. Процитовано 22 червня 2014.
3. ↑  Population of Counties by Decennial Census: 1900 to 1990. United States Census Bureau. Процитовано 22 червня 2014.
4. ↑  Census 2000 PHC-T-4. Ranking Tables for Counties: 1990 and 2000 (PDF). United States Census Bureau. Процитовано 22 червня 2014.
5. ↑  State & County QuickFacts. United States Census Bureau. Архів оригіналу за 3 липня 2011. Процитовано 22 червня 2014. [Архівовано 2011-07-03 у Wayback Machine.]
6. ↑  American FactFinder. Бюро перепису населення США. Архів оригіналу за 26 лютого 2012. Процитовано 31 січня 2008. [Архівовано 2008-05-21 у Wayback Machine.]

| США | Це незавершена стаття з географії США. Ви можете допомогти проєкту, виправивши або дописавши її. |